# スキマスイッチ TOUR 2020-2021 Smoothie THE MOVIE
『スキマスイッチ TOUR 2020-2021 Smoothie THE MOVIE』は、スキマスイッチのライブBlu-ray、DVD。

## 解説
- 「スキマスイッチ TOUR 2020-2021 Smoothie」のライブ映像を収録。
- 対象のショップでの購入者にはCDショップ特典がプレゼントされた[1]。

## バンドメンバー
| バンドメンバー | バンドメンバー           | バンドメンバー |
| -------------- | ------------------------ | -------------- |
| 大橋卓弥       | Vocal, Guitar            |                |
| 常田真太郎     | Piano, Keyboards, Chorus |                |
| 村石雅行       | Drums                    |                |
| 種子田健       | Bass                     |                |
| 石成正人       | Guitar, Chorus           |                |
| 浦清英         | Keyboards, Organ         |                |
| 松本智也       | Percussion, Chorus       |                |
| 本間将人       | Sax, Chorus              |                |
| 田中充         | Trumpet, Chorus          |                |

## 収録曲
- 2020年12月24日に開催された中野サンプラザ公演の模様を収録[1]。

1. ボクノート
2. LとR
3. 思い出クロール
4. 願い言
5. life×life×life
6. Revival
7. マリンスノウ
8. 吠えろ!
9. 種を蒔く人
10. Hello Especially
11. アカツキの詩
12. 螺旋
13. 飲みに来ないか
14. SF
15. クリスマスがやってくる（ENCORE）
16. 奏（かなで）（ENCORE）
17. あけたら（ENCORE）
18. ハナツ Live at 名古屋国際会議場センチュリーホール（21.1.29）（Bonus Movie）
19. 晴ときどき曇 Live at 名古屋国際会議場センチュリーホール（21.1.29）（Bonus Movie）
20. 藍 Live at 名古屋国際会議場センチュリーホール（21.1.29）（Bonus Movie）